# Frajkori
Frajkori (od njem. Freikorps) su bili dragovoljačke vojne postrojbe u austrijskoj vojsci. Frajkori su bili uglavnom pješaštvo i konjaništvo.

## Povijest
Prvi frajkori pojavili su se sredinom 17. stoljeća. Osobito im je broj narastao u 18. stoljeću i početkom 19. stoljeća, tijekom revolucionarnih i napoleonskih ratova (1790. – 1813.). Sredinom 18. stoljeća ustrojen frajkor baruna Franje Trenka. Potkraj 18. stoljeća frajkore se novači iz redova izbjeglica radi borbe protiv Osmanskog Carstva. Novačeni po južnoslavenskim zemljama. Djelovali su pri graničnim pukovnijama (slavonski i bosanski frajkori). Turopoljska četa vojevala je i pod zapovjedništvom bana Jelačića. Postojali su frajkori još revolucionarne 1848. i u borbama za zaposjedanje BiH 1878., a posljednji frajkori u austrijskoj vojsci postojali su 1920-ih radi borbe protiv sovjetske Crvene armije i Poljske u Šleskoj. Nacionalnosti unovačene u frajkore bili su Nijemci, Mađari, Poljaci, Litavci, Hrvati, Srbi, Slovenci, ali i Albanci, Turci, Tatari i Kozaci.
Njemačke i srpske frajkore iz Bosne i Beogradskog pašaluka su Habsburzi naselili u južnu Ugarsku u Vojvodinu da bi učvrstili svoje granice na novoosvojenim zemljama prema Turcima. Naseljavanje Austrijanaca i Nijemaca u "seobama Švaba" nije bila politika germanizacije, nego praktična politika vođena državnim i trgovinskim interesima zbog čega su dovodili koloniste, trgovce, obrtnike, kvalificirane nadničare i frajkore.
Namjena frajkora bile su zadaće za čije izvršenje redovne vojne snage nisu bile prikladne, ponajviše u malim samostalnim pothvatima pa su imali veću slobodu djelovanja. Djelovali su kao prethodnice ili zaštitnice. U neprijateljskoj pozadini izvodili su zasjede i prepade, sprječavali komunikacije i opskrbu. Služili su za podjarivanje ustanaka u neprijateljskom teritoriju.
Frajkore su novačili i podizali pojedinci. Obični su to bili istaknuti časnici. Novačenje je bilo na njihov trošak ili na teret države. Ustrojavali su se u satnije/eskadrone, bojne i pukovnije.

## Vanjske poveznice
- 1918–1933 Freikorps na LeMO (DHM i HdG)
- Bestände Bundesarchiv Freiburg  Arhivirana inačica izvorne stranice od 25. siječnja 2008. (Wayback Machine)
- Bruno Thoß: Freikorps. U: Historisches Lexikon Bayerns